# 口羽村
口羽村（くちばむら）は、島根県邑智郡にあった村。現在の邑智郡邑南町の一部にあたる。

## 地理
- 河川：江の川[1]、出羽川[1]

## 歴史
- 1889年（明治22年）4月1日 - 町村制の施行により、邑智郡上口羽村、下口羽村、上田村が合併して村制施行し、口羽村が発足[1][2]。
- 1957年（昭和32年）2月11日 - 邑智郡阿須那村と合併し、羽須美村を新設して廃止された[1][2]。

### 地名の由来
古くから出羽川の下流部を口羽と称してきたことから。